# Joseph Langenfeld
Joseph Langenfeld (* 8. August 1887 in Niedermendig; † 23. Juni 1972 in Düsseldorf) war ein deutscher Politiker (KPD).

## Leben und Wirken
Langenfeld besuchte von 1894 bis 1902 die Volksschule. Von 1902 bis 1905 absolvierte er eine Lehre zum Polsterer. Danach ging er kürzere Zeit auf Wanderschaft durch Deutschland. Von 1909 bis 1914 war Langenfeld als Polsterer selbständig.
Von 1914 bis 1918 nahm Langenfeld am Ersten Weltkrieg teil. Nach dem Krieg begann er seinen Lebensunterhalt als Metallarbeiter zu verdienen. Außerdem trat er zu dieser Zeit in die Kommunistische Partei Deutschlands (KPD) ein. Langenfeld, der nun in Düsseldorf-Oberbilk lebte, war zweimal verheiratet und wurde seit den frühen 1920er Jahren wegen Blutarmut und Neurasthenie behandelt.
Im Mai 1924 wurde Langenfeld als Kandidat seiner Partei für den Wahlkreis 22 (Düsseldorf-Ost) in den Reichstag gewählt, dem er bis zum Dezember desselben Jahres angehörte.
Nach der nationalsozialistischen „Machtergreifung“ wurde Langenfeld am 3. Oktober 1933 in „Schutzhaft“ genommen und unter anderem im KZ Börgermoor festgehalten. Ihm wurde vorgeworfen, er habe bei Beerdigungen Grabreden gehalten, „die versteckte Drohungen gegen die heutige Regierung enthielten.“ Am 22. Dezember 1933 wurde er mit der Auflage aus der Haft entlassen, sich drei Monate lang wöchentlich einmal in seinem zuständigen Polizeirevier zu melden.